# Parque en miniatura

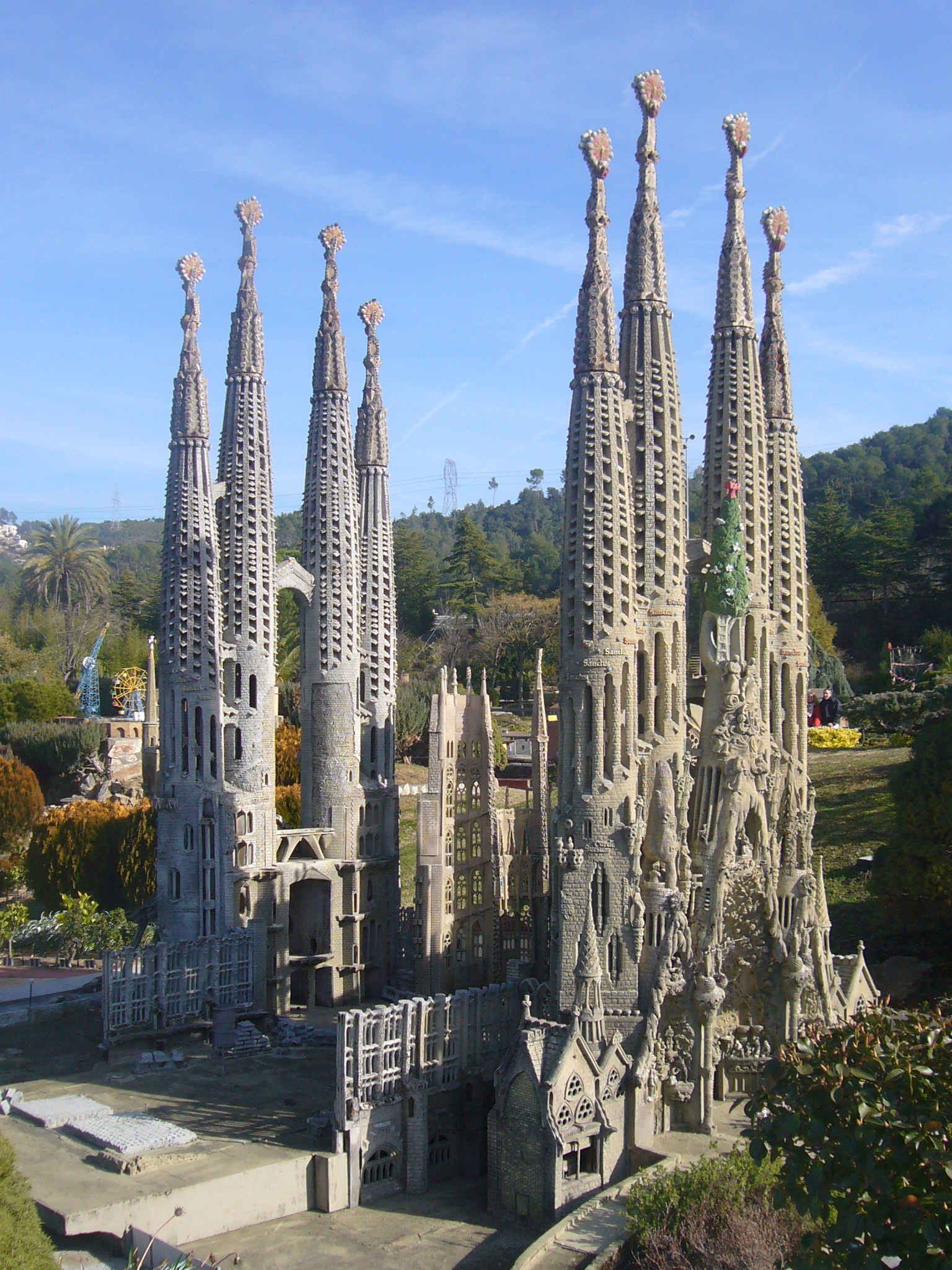
Maqueta de la Sagrada Familia en el parque Cataluña en Miniatura. Requirió 13 000 horas de trabajo.

Un parque en miniatura es un espacio que reproduce espacios humanos y naturales, urbanos y rurales (edificios, ferias, caminos, casas, monumentos, montañas, lagos, bosques, automóviles, barcos y personas, entre otros), a una escala menor que 1:1 y que se abre para el público. Desde su inauguración, han sido atracciones turísticas y recreativas tradicionales en diferentes partes del mundo. 
Un parque en miniatura puede contener el modelo de una sola ciudad, una provincia, o incluso de un país completo. 

## Parques en miniatura en el mundo

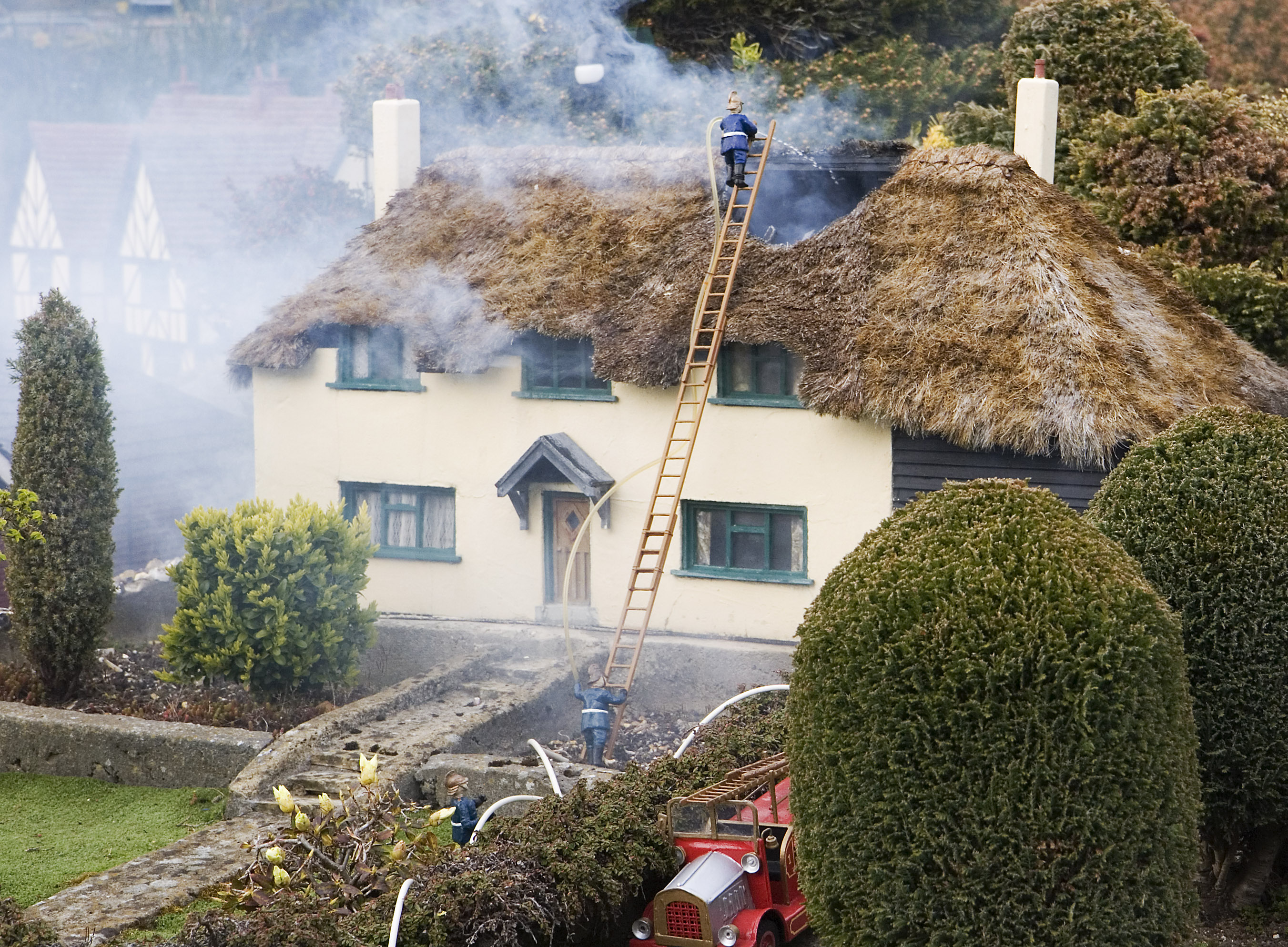
Maqueta de una casa incendiada en el parque Bekonscot.

- Bekonscot, Buckinghamshire, Reino Unido.
- Cataluña en Miniatura, Torrellas de Llobregat, España.
- France miniature, Élancourt, Francia.
- Guipúzcoa en Miniatura, San Sebastián, España.
- Legoland, California - Billund - Alemania - Windsor.
- Madurodam, La Haya, Holanda.
- Mini Israel, Israel.
- Parque temático Minimundo, Jesús María, Lima-Perú.
- Mini-Europe, Bélgica.
- Miniaturk, Estambul, Turquía.
- Minicity, Antalya, Turquía.
- Minimundus, Klagenfurt, Austria.
- Model World, Wicklow, Irlanda.
- Parque Temático del Mudéjar de Castilla y León, Olmedo, España.
- Pirenarium, Sabiñánigo, España.
- Portugal dos Pequenitos, Coímbra, Portugal.
- Pueblochico, La Orotava (Tenerife), Islas Canarias, España.
- Swissminiatur, Melide, Suiza.
- República de los Niños, Gonnet, Buenos Aires, Argentina.
- Mundomágico, Lo Prado, Santiago, Chile.
- Italia in miniatura, Rimini, Italia.
- Minitalia, Capriate, Italia.